# IC 3882
IC 3882 је елиптична галаксија у сазвјежђу Береникина коса која се налази на листи објеката дубоког неба у Индекс каталогу.
Деклинација објекта је + 22° 34' 30" а ректасцензија 12h 54m 53,7s. Привидна величина (магнитуда) објекта IC 3882 износи 15,5 а фотографска магнитуда 16,5.